# Liga Leumit 1991-1992
La Liga Leumit 1991-1992 è stata la 51ª edizione della massima serie del campionato israeliano di calcio, la prima disputata all'interno della famiglia della UEFA.
Presero parte al torneo 12 squadre, che si affrontarono, dapprima, in una stagione regolare consistente in un girone all'italiana con partite di andata e ritorno, per un totale di 22 giornate. Le prime 6 classificate furono inserite in un girone di play-off e le ultime 6 in uno di play-out, con partite di sola andata, per determinare rispettivamente il campione nazionale e le due squadre retrocesse in Liga Artzit. Da quest'ultima, sarebbero state promosse le prime due classificate.
Per ogni vittoria si assegnavano tre punti e per il pareggio un punto.
Divenendo l'IFA membro associato dell'UEFA nel 1992, da questo campionato le squadre israeliane ottennero il diritto di partecipare alle Coppe europee (per questa e per la successiva stagione solo alla Champions League e alla Coppa delle Coppe).
Il torneo fu vinto, per la quindicesima volta, dal Maccabi Tel Aviv.
Capocannoniere del torneo fu Alon Mizrahi, del Bnei Yehuda, con 20 goal.

## Squadre partecipanti
| Club                   | Città       |
| ---------------------- | ----------- |
| Beitar Tel Aviv        | Tel Aviv    |
| Bnei Yehuda            | Tel Aviv    |
| Hapoel Be'er Sheva     | Be'er Sheva |
| Hapoel Gerusalemme     | Gerusalemme |
| Hapoel Petah Tiqwa     | Petah Tiqwa |
| Hapoel Tel Aviv        | Tel Aviv    |
| Hapoel Tzafririm Holon | Holon       |
| Maccabi Haifa          | Haifa       |
| Maccabi Netanya        | Netanya     |
| Maccabi Petah Tiqwa    | Petah Tiqwa |
| Maccabi Tel Aviv       | Tel Aviv    |
| Maccabi Yavne          | Yavne       |

## Classifiche

### Play-off
|                     | Pos. | Squadra            | Pt | G  | V  | N  | P  | GF | GS | DR  |
| ------------------- | ---- | ------------------ | -- | -- | -- | -- | -- | -- | -- | --- |
| Campione di Israele | 1.   | Maccabi Tel Aviv   | 71 | 32 | 23 | 6  | 3  | 82 | 29 | +53 |
|                     | 2.   | Bnei Yehuda        | 70 | 32 | 19 | 5  | 8  | 68 | 44 | +24 |
|                     | 3.   | Maccabi Haifa      | 50 | 32 | 14 | 6  | 12 | 51 | 43 | +8  |
|                     | 4.   | Hapoel Petah Tiqwa | 40 | 32 | 11 | 10 | 11 | 34 | 35 | -1  |
|                     | 5.   | Beitar Tel Aviv    | 38 | 32 | 11 | 6  | 15 | 43 | 47 | -4  |
|                     | 6.   | Maccabi Netanya    | 33 | 32 | 8  | 11 | 13 | 32 | 46 | -14 |

Legenda:

      Campione di Israele e ammessa alla UEFA Champions League 1992-1993

      Vincitrice della Coppa di Stato 1991-1992 e ammessa alla Coppa delle Coppe 1992-1993

### Play-out
|  | Pos. | Squadra                | Pt | G  | V  | N  | P  | GF | GS | DR  |
|  | ---- | ---------------------- | -- | -- | -- | -- | -- | -- | -- | --- |
|  | 7.   | Maccabi Petah Tiqwa    | 47 | 32 | 15 | 6  | 11 | 46 | 41 | +5  |
|  | 8.   | Hapoel Tzafririm Holon | 41 | 32 | 11 | 8  | 13 | 38 | 35 | +3  |
|  | 9.   | Hapoel Tel Aviv        | 38 | 32 | 11 | 8  | 13 | 35 | 38 | -3  |
|  | 10.  | Hapoel Be'er Sheva     | 38 | 32 | 10 | 10 | 12 | 40 | 43 | -3  |
|  | 11.  | Maccabi Yavne          | 28 | 32 | 8  | 9  | 15 | 36 | 50 | -14 |
|  | 12.  | Hapoel Gerusalemme     | 26 | 32 | 6  | 5  | 21 | 27 | 81 | -54 |

Legenda:

      Retrocesse in Liga Artzit

## Verdetti
- Campione di Israele:  Maccabi Tel Aviv
- In UEFA Champions League 1992-1993:  Maccabi Tel Aviv (al turno preliminare)
- In Coppa delle Coppe 1992-1993:  Hapoel Petah Tiqwa (al turno preliminare)
- Retrocessi in Liga Artzit 1992-1993:  Maccabi Yavne e  Hapoel Gerusalemme
- Promossi in Liga Leumit 1992-1993:  Beitar Gerusalemme e  Hapoel Haifa